# Dietingen (Blaustein)
Dietingen ist ein Stadtteil von Blaustein im Alb-Donau-Kreis in Baden-Württemberg. Das Dorf Dietingen liegt circa drei Kilometer südwestlich von Blaustein.

## Geschichte
Dietingen wird erstmals 1236 überliefert. Kirchensatz und Fronhof gehörten zur Herrschaft Arnegg und kamen mit dieser im 14. Jahrhundert an Württemberg, 1470 an die Herren von Stadion und 1700 an die Deutschordenskommende Altshausen. Die Stadion, die von Markbronn nur einen kleinen Teil, von Dietingen aber mehr als die Hälfte besaßen, führten die Reformation nicht ein. Im 19. Jahrhundert gehörte das auf der Gemarkung von Markbronn gelegene Dietingen zum Königreich Württemberg und wurde dem Oberamt Blaubeuren unterstellt. 

## Sehenswürdigkeiten
- Katholische Pfarrkirche St. Martin mit spätgotischem Chorgewölbe und Turmunterbau, Turm 1504 erhöht.